# Heinrich von Bellegarde
El Conde Heinrich von Bellegarde, Virrey de Lombardía-Venecia (en alemán: Heinrich Joseph Johannes, Graf von Bellegarde o también a veces Heinrich von Bellegarde; 29 de agosto de 1756 - 22 de julio de 1845), de una familia noble de Saboya, nacido en Sajonia, se unió al Ejército sajón y más tarde entró en el servicio militar de los Habsburgo, donde pasó a ser general durante las guerras de frontera de los Habsburgo, las guerras revolucionarias francesas y las guerras napoleónicas. Se convirtió en Generalfeldmarschall y estadista.

## Primeros años
Nacido en Dresde en el Electorado de Sajonia el 29 de agosto de 1756, su familia provenía de una vieja línea de saboyanos. Su padre era el general sajón Johann Franz von Bellegarde (nombrado conde en 1741) y su madre era Frau Reichsgräfin María Antonia von Hartig. Bellegarde primero sirvió en el Ejército sajón, recibiendo un puesto de Fähnrich (enseña) en el Regimiento de Infantería Bork; más tarde como teniente en el Regimiento de la Reina. Transfiriendo sus servicios a Austria en 1771, Bellegarde se distinguió liderando el regimiento de dragones Zweibrück en la guerra de sucesión bávara. En 1781, José II lo nombró mayor en los dragones saboyanos, y cuatro años más tarde era coronel en el Regimiento de Dragones Berlichingen.
En Batajnica (en las fuentes alemanas llamado Bexania), una población en las afueras de Belgrado, a las 09:00 del 9 de septiembre de 1788, Bellegarde se halló en su primera hazaña bélica (la guerra de sucesión bávara no tuvo batallas): con cuatro escuadrones de su regimiento lideró un ataque contra los otomanos atrincherados en una línea entre Batajnica y Semlin; y en el entusiasmo del ataque trajo consigo un escuadrón de la División de Zeschwitz de coraceros, los Dragones de José Toscana, parte de la división Zelschwit de coraceros, y un escuadrón de húsares de Wurmser, asegurando el control de una presa y obras terrestres de un río tributario del Danubio. Para el final de la lucha, en la que Bellegarde jugó un papel pivotal en liderar los húsares de Wurmser y al asegurar el control de las obras terrestres; las fuerzas otomanas perdieron 300 hombres, y los austriacos perdieron 31, 42 heridos. En el curso del año siguiente, Bellegarde, con sus dragones, estuvo bajo el mando del General de Caballería Conde Kinsky. La mayor parte de la campaña, permaneció acantonado con su regimiento en el Banato, pero como parte de la fuerza que el Mariscal de Campo Laudon podía llamar. A finales de verano de 1792, el Regimiento Archiduque José de Toscana de dragones fue transferido a los Países Bajos.

## Guerras de la Primera y Segunda Coalición
Después de ser elegido como General-Mayor a finales de 1792, luchó en la Guerra de la Primera Coalición en las campañas de los Países Bajos de 1793-1794, agregado al mando del Feldzeugmeister Príncipe Hohenlohe, en el cuartel general de Tréveris. Comandó una línea defensiva entre los ríos Mosela y Saar, en el Eifel y en la frontera de Lieja; a su derecha permanecía el Teniente Mariscal de Campo Beaulieu, y a su izquierda, el general prusiano Kohler. Comandó tres batallones, dos compañías ligeras y dos escuadrones de húsares.
Su contribución al sitio de Le Quesnoy incluyó dos batallones del regimiento de infantería Gran Duque de Toscana (nº 23), un batallón de granaderos Sinoth, y dos batallones del Wartensleben. Los franceses hicieron varios intentos de levantar el sitio. El 17 de agosto de 1793, estaba en un bosque cercano, y lideró una carga de bayoneta contra 6000 franceses posicionados en los árboles, los expulsó, y ocupó el bosque, evitando que estas fuerzas aliviaran el cerco. En la Batalla de Avesnes-le-Sec el 12 de septiembre, la caballería bajo su mando barrió a otra fuerza francesa de rescate en una "acción de la caballería altamente efectiva".
Después de ganar la promoción a Teniente-Mariscal de Campo, sirvió en el estado mayor del Archiduque Carlos en el combate en Alemania. Acompañó a Carlos a Italia al año siguiente. Fue empleado en el congreso de Rastatt.
En 1799, Bellegarde comandaba un cuerpo al este de Suiza, conectando los ejércitos del Archiduque Carlos y Aleksandr Suvorov, y finalmente se unió a este último en el norte de Italia. Condujo el sitio de la ciudadela de Alessandria, y estuvo presente en la decisiva Batalla de Novi. Después de la derrota austriaca en la Batalla de Marengo (en la que su hermano Friedrich Bellegarde comandaba una brigada), el emperador Francisco II de Austria eligió a Bellegarde para comandar el ejército en Italia con el rango de General de Caballería. El 25 de diciembre, los franceses derrotaron a Bellegarde en la Batalla de Pozzolo.

## Guerras napoleónicas
En 1805, cuando el Archiduque Carlos tomó el mando en Italia, Bellegarde se convirtió en presidente ad interim del consejo de guerra. Fue empleado, sin embargo, pronto sobre el terreno, y en la sanguinaria Batalla de Caldiero comandaba el ala derecha austriaca.
En la Guerra de la Quinta Coalición comandaba el I Armee Korps (Cuerpo de Ejército). Supervisó el II Armee Korps, que también fue posicionado en la orilla norte del río Danubio. Alejado del Archiduque Carlos como el resultado de la Batalla de Eckmühl, se retiró a Bohemia, pero logró rejuntarse con el ejército principal antes de las grandes batallas en las cercanías de Viena.
Lideró el I Korps en las batallas de Aspern-Essling y Wagram. Después de la guerra de 1809, Bellegarde se convirtió en Feldmarschall. Desde 1809 hasta 1813 fue gobernador-general de Galitzia, pero a menudo fue llamado para presidir los encuentros del Consejo Áulico, especialmente en 1810 en conexión con la reorganización del Ejército austriaco.
En 1813, 1814 y 1815 lideró los ejércitos austriacos en Italia. El éxito de estas campañas fueron diplomáticas así como militares, y terminaron con el aplastamiento del último intento de Joaquín Murat de recuperar el Reino de Nápoles en 1815.
Entre 1815 y 1816, fue Virrey de Lombardía-Venecia. Entre 1816 y 1825 (cuando tuvo que retirarse debido a la falta de visión) sostuvo varios puestos distinguidos civiles y militares.

## Familia
A principios de 1791 en Viena, contrajo matrimonio con la Baronesa Augusta Berlichingen, la viuda del Barón Friedrich August von Berlichingen, y una hija de Friedrich Alexander von Berlichingen. Tuvieron dos hijos: August (29 de octubre de 1795 - 21 de junio de 1873) casado con Julie von Gudenus (28 de octubre de 1795 - 11 de febrero de 1865) y Heinrich (1798 - 17 de junio de 1871) casado con Pauline von Wolkenstein-Trostburg (6 de mayo de 1805). Murió en Viena el 22 de julio de 1845.